# Тибетска антилопа
Тибетската антилопа (Pantholops hodgsonii) е вид бозайник от семейство Кухороги (Bovidae). Видът е застрашен от изчезване.

## Разпространение
Разпространен е в Индия (Джаму и Кашмир) и Китай (Синдзян и Цинхай).
Регионално е изчезнал в Непал.